# Фейрмонт (Іллінойс)
Фейрмонт (англ. Fairmont) — переписна місцевість (CDP) в США, в окрузі Вілл штату Іллінойс. Населення — 2389 осіб (2020).

## Географія
Фейрмонт розташований за координатами 41°33′40″ пн. ш. 88°3′32″ зх. д. / 41.56111° пн. ш. 88.05889° зх. д. (41.561243, -88.058781).  За даними Бюро перепису населення США в 2010 році переписна місцевість мала площу 3,53 км², уся площа — суходіл.

## Демографія
Згідно з переписом 2010 року, у переписній місцевості мешкало 2459 осіб у 842 домогосподарствах у складі 591 родини. Густота населення становила 696 осіб/км².  Було 948 помешкань (268/км²).
Расовий склад населення:
| - 46,3 % — чорних або афроамериканців - 38,0 % — білих - 0,6 % — корінних американців - 0,4 % — азіатів - 11,8 % — осіб інших рас |

До двох чи більше рас належало 3,0 %. Частка іспаномовних становила 22,6 % від усіх жителів.
За віковим діапазоном населення розподілялося таким чином: 26,7 % — особи молодші 18 років, 62,6 % — особи у віці 18—64 років, 10,7 % — особи у віці 65 років та старші. Медіана віку мешканця становила 34,7 року. На 100 осіб жіночої статі у переписній місцевості припадало 103,6 чоловіків;  на 100 жінок у віці від 18 років та старших — 98,1 чоловіків також старших 18 років.
Середній дохід на одне домашнє господарство  становив 59 078 доларів США (медіана — 46 500), а середній дохід на одну сім'ю — 69 241 долар (медіана — 56 346). Медіана доходів становила 43 571 долар для чоловіків та 27 708 доларів для жінок. За межею бідності перебувало 15,8 % осіб, у тому числі 18,5 % дітей у віці до 18 років та 10,9 % осіб у віці 65 років та старших.
Цивільне працевлаштоване населення становило 1145 осіб. Основні галузі зайнятості: виробництво — 21,6 %, освіта, охорона здоров'я та соціальна допомога — 17,3 %, науковці, спеціалісти, менеджери — 16,2 %.